# Natalya Sindeyeva
Natalia Vladímirovna Sindéieva (so: , pronunciación en ruso: [nɐˈtalʲjə sʲɪnˈdʲejɪvə]: ; 11 de junio de 1971) es una periodista rusa, fundadora, principal propietaria y directora general de Dozhd, que incluye el canal de televisión Dozhd, la revista en línea Republic.ru y la revista Big City.
Es cofundadora y productora general de la estación de radio Silver Rain, además de fundadora del anti-premio Silver Galosh. Es una académica honoraria de la Academia Rusa de Radio, y ha sido galardonada tres veces con el premio de Director de Medios de Comunicación de Rusia.